# Londoner Konferenz (1997)
Die Londoner Konferenz über Nazigold (London Conference on Nazi Gold) vom 2. bis 4. Dezember 1997 sollte den Umgang im Goldhandel mit dem nationalsozialistischen Deutschen Reich klären. 

## Verlauf
Das britische Außenministerium hatte als Organisator rund 40 Staaten zu dieser Konferenz eingeladen, darunter praktisch alle Staaten Europas und die USA. Auch andere Transaktionen, wie beispielsweise solche mit Kunstgegenständen oder Handelsgütern sowie Kompensations- und Restitutionsmaßnahmen, wurden erörtert. Insbesondere die Schweiz sah sich zuvor von jüdischen Organisationen dem Verdacht ausgesetzt, unsittlich Goldgeschäfte abgewickelt zu haben, zu denen das Reich durch Einschmelzen jüdischen Schmuckbesitzes befähigt gewesen sein soll.
Bei der Konferenz wurde der Wert des vom nationalsozialistischen Deutschland im Laufe der Zeit von Notenbanken in besetzten Ländern beschlagnahmten und jüdischen oder anderen KZ-Opfern abgenommenen Goldes auf etwa 900 Millionen US-Dollar geschätzt. Nach Kriegsende wurden die deutschen Goldbestände von der von den drei Alliierten USA, Großbritannien und Frankreich geschaffenen Tripartite Gold Commission (TGC) hinsichtlich ihrer Rückgabe an die früheren Eigner überwacht. Ein Restbestand von 5,5 Tonnen Gold im Marktwert von 50 Millionen US-Dollar (1997) war zum Konferenzzeitpunkt noch vorhanden. Auf eine Rückgabe an Holocaust-Geschädigte oder deren Organisationen konnte man sich bei der Konferenz nicht allgemein einigen.